# Diocesi di Klerksdorp
La diocesi di Klerksdorp (in latino Dioecesis Klerkpolitana) è una sede della Chiesa cattolica in Sudafrica suffraganea dell'arcidiocesi di Johannesburg. Nel 2021 contava 114.125 battezzati su 1.784.640 abitanti. È retta dal vescovo Victor Hlolo Phalana.

## Territorio
La diocesi comprende le seguenti unità amministrative del Sudafrica, nella provincia del Nordovest: Potchefstroom, Klerksdorp, Wolmaransstad, Bloemhof, Christiana, Schweizer-Reneke, Delareyville, Lichtenburg, Coligny e Ventersdorp.
Sede vescovile è la città di Klerksdorp, dove si trova la cattedrale del Cristo Redentore (Christ the Redeemer).
Il territorio si estende su 34.800 km² ed è suddiviso in 40 parrocchie.

## Storia
La prefettura apostolica del Transvaal occidentale fu eretta il 14 ottobre 1965 con il breve Cum vita aeterna di papa Paolo VI, ricavandone il territorio dalla diocesi di Johannesburg (oggi arcidiocesi).
Il 27 febbraio 1978 per effetto della bolla Rerum catholicarum dello stesso papa Paolo VI la prefettura apostolica è stata elevata a diocesi e ha assunto il nome attuale.
Originariamente suffraganea dell'arcidiocesi di Pretoria, il 5 giugno 2007 è entrata a far parte della provincia ecclesiastica di Johannesburg.

## Cronotassi dei vescovi
Si omettono i periodi di sede vacante non superiori ai 2 anni o non storicamente accertati.
- Daniel Alphonse Omer Verstraete, O.M.I. (9 novembre 1965 - 26 marzo 1994 dimesso)
- Zithulele Patrick Mvemve † (26 marzo 1994 - 26 aprile 2013 dimesso)
  - Buti Joseph Tlhagale, O.M.I. (26 aprile 2013 - 24 novembre 2014) (amministratore apostolico)
- Victor Hlolo Phalana, dal 24 novembre 2014

## Statistiche
La diocesi nel 2021 su una popolazione di 1.784.640 persone contava 114.125 battezzati, corrispondenti al 6,4% del totale.
| anno | popolazione | popolazione | popolazione | presbiteri | presbiteri | presbiteri | presbiteri                | diaconi | religiosi | religiosi | parrocchie |
| anno | battezzati  | totale      | %           | numero     | secolari   | regolari   | battezzati per presbitero | diaconi | uomini    | donne     | parrocchie |
| ---- | ----------- | ----------- | ----------- | ---------- | ---------- | ---------- | ------------------------- | ------- | --------- | --------- | ---------- |
| 1970 | 39.009      | 492.973     | 7,9         | 22         | 1          | 21         | 1.773                     |         | 37        | 60        |            |
| 1980 | 54.161      | 617.204     | 8,8         | 18         | 1          | 17         | 3.008                     | 2       | 32        | 6         |            |
| 1990 | 66.420      | 827.000     | 8,0         | 13         |            | 13         | 5.109                     | 1       | 20        | 2         |            |
| 1999 | 98.250      | 1.500.000   | 6,5         | 11         | 1          | 10         | 8.931                     | 4       | 19        | 5         | 41         |
| 2000 | 99.232      | 1.500.000   | 6,6         | 11         | 1          | 10         | 9.021                     | 4       | 19        | 5         | 41         |
| 2001 | 102.428     | 1.500.000   | 6,8         | 10         |            | 10         | 10.242                    | 4       | 19        | 5         | 41         |
| 2002 | 101.929     | 1.500.000   | 6,8         | 12         | 2          | 10         | 8.494                     | 4       | 14        | 5         | 41         |
| 2003 | 100.961     | 1.500.000   | 6,7         | 12         | 3          | 9          | 8.413                     | 4       | 12        | 8         | 41         |
| 2004 | 103.466     | 1.500.000   | 6,9         | 15         | 4          | 11         | 6.897                     | 3       | 13        | 6         | 41         |
| 2006 | 96.269      | 1.500.000   | 6,4         | 20         | 7          | 13         | 4.813                     | 4       | 28        | 7         | 41         |
| 2013 | 101.400     | 1.589.000   | 6,4         | 27         | 18         | 9          | 3.755                     | 4       | 9         | 42        |            |
| 2016 | 105.900     | 1.659.342   | 6,4         | 26         | 18         | 8          | 4.073                     | 4       | 10        |           | 37         |
| 2019 | 111.000     | 1.735.000   | 6,4         | 27         | 16         | 11         | 4.111                     | 4       | 11        |           | 40         |
| 2021 | 114.125     | 1.784.640   | 6,4         | 24         | 15         | 9          | 4.755                     | 4       | 9         | 5         | 39         |